# ザ・ベビーシッター ～キラークイーン～
 『ザ・ベビーシッター ～キラークイーン～』（原題:The Babysitter: Killer Queen）は、2020年に配信が開始されたDan Laganaの脚本によるマックGがプロデュースし、監督するアメリカ合衆国のコメディホラー映画。 2017年の映画『ザ・ベビーシッター』の続編。出演は、ジュダ・ルイス、ハナ・メイ・リー、ロビー・アメルとベラ・ソーン 。

## あらすじ
ベビーシッターのビーに率いられた悪魔崇拝カルト集団を倒してから2年、コールは未だに当時の記憶に苦しめられていた。カルト集団を血みどろの闘いの末に倒したはずだったが、その痕跡が何もかも消えていたために、誰一人としてコールの言葉や彼の身に起こった出来事を信じなかったからだ。両親でさえも信じない状況のなか、カウンセリングを受けつつ高校生活を送っていた。当時の記憶に苦しむ彼を周囲は変わり者とみなして、高校生活もイジメられる日々が続く。しかし、期せずして奴らが再び現れ、状況を呑み込めないまま、コールはまたしても悪夢に立ち向かうことを強いられる。

## キャスト

### 主人公の身辺
コール・ジョンソン
演 - ジュダ・ルイス、日本語吹替 - 室元気
本作の主人公。前作の惨劇で死体も証拠も何も見つかってないことから幻覚を見たと思われており3年が過ぎている。
学校では精神異常者としていじめを受けており心が悪化している。
フィービー
演 - ジェナ・オルテガ、日本語吹替 - 弓野真紀
新たに学校に転校してきたコールの同級生。出会ってからすぐコールと打ち解けてコールを元気づける。
コールの母親
演 - ケン・マリーノ、日本語吹替 - 樋口あかり
前回の事件で家が破壊されながらも楽観的な性格。
コールの父親
演 - レスリー・ビブ、日本語吹替 - 内田岳志
前回の事件でコールを案じているものの隣人のメラニーの父親とマリファナを吸うなど割と違法な事に手を出すこともある。
メラニーのパパ
演 - クリス・ワイルド、日本語吹替 -
前作でコールに車を破壊されたが両親の手立てで事なきを得ており、シボレーカマロにファイヤーパターンを追加した派手な車に乗っている。
薬物中毒者でコールの父親とハイに決めたり素行が悪い。
ブーンブーン
演 - ジェニファー・フォスター、日本語吹替 - 倉本幸歩
コールのクラスメイトで気の強い女子。
メラニーに侮辱的な発言をしたため首を描き切られる。
保健室の先生
演 - カール・マクダウェル、日本語吹替 - 手塚ヒロミチ
今回も冒頭でコールのセラピーを行う。

### 悪魔崇拝集団
メラニー
演 - エミリー・アリン・リンド、日本語吹替 - 宮中はるか
コールの隣に住んでる幼馴染。3年たって美しく成長する。
相変わらずコールと仲がいいが、いつの間に悪魔と契約しており、前作で死んだ4人を召喚してコールの血を取るべく襲い掛かる。
登場当初は前回と同じ野暮ったい服装だったが、本性を現してからはミリタリーシャツにショートパンツとビーを意識した格好へと変貌する。
ジョン（ヨハネ）
演 - アンドリュー・バチェラー、日本語吹替 - 土田大
全作から蘇った悪魔契約者。前回は返り血を浴びたり散々な目にあった上に最初にコールに倒されたために行動が慎重になっている。
相変わらず殺しには消極的でコールを生け捕りにしようとする。
前作では願いが分からなかったが「スタンダップコメディアン」になることで収録ステージでダメ出しを食らっていたところをビーにスカウトされたことが発覚する。
マックス
演 - ロビー・アメル、日本語吹替 - 阪口周平
前作から蘇った悪魔契約者。今回はいきなり上半身裸で登場する。
相変わらず殺しには積極的だがフィービーの策略にまんまとハマる。
悪魔と契約する前はアイスクリーム屋の店員だったが、客にさんざんクレームを言われてストレスをためて「人を殺したい」と望んでたところをビーにスカウトされたことが語られる。
アリソン
演 - ベラ・ソーン、日本語吹替 - 白石涼子
前作から蘇った悪魔契約者。黄色い服は相変わらずだが、今回は鼻にピアスを付けている。
前作の恨みからコールを殺すこと割と積極的で追い掛け回すが、相変わらず胸を攻撃されたり散々な目に合う。
悪魔と契約する前にニュースキャスターのオーディションで落とされたことが発覚しその直後にビーにスカウトされたことが語られる。
ソーニャ
演 - ハナ・メイ・リー、日本語吹替 - 真壁かずみ
前作から蘇った悪魔契約者。今回は殺す道具を周到に用意しており、バズーカーでコールたちを吹っ飛ばそうとしていた。
悪魔と契約する前から科学実験で生物を殺しておりその性格が変われビーにスカウトされたことが語られる。
ジミー
演 - マクシミリアン・アセヴェド、日本語吹替 -
今回メラニーと共に新たに加わった悪魔契約者。ガタイがよく筋肉質。
だがメラニーに逆らうという契約違反したため強制退場した。
フィル
演 - ジェイソン・ローゲル、日本語吹替 - 石川栄一
今回メラニーと共に新たに加わった悪魔契約者。
だがメラニーに逆らうという契約違反したため強制退場した。
看護師の悪魔
演 - イーストン・アレクセイエフ、日本語吹替 - 南雲希美
すべての元凶となった当人で、最初にビーと悪魔契約をさせた。
ビー
演 - サマラ・ウィーヴィング 、日本語吹替 - 小松由佳
前作のコールのベビーシッターであり悪魔契約者のリーダー格。前作の4人をスカウトしたのも彼女だったことが発覚する。
前作で生き残っており今回の一連の悪魔の儀式はビーが裏で手を回していたのだが思わぬ事実が発覚する。
コールが作中『ターミネーター2』を言及していることが伏線へとなって行く。
その他の吹替版キャスト(役名不明):
金城大和/烏田裕志/佐々木拓真/越後屋コースケ/あきやまかおる/山橋正臣/塚本直之/渡辺弥咲

## 日本語版
- スタジオ：ACクリエイト
- 演出：山本洋平
- 吹替翻訳：寺尾知寿子
- 調整：板垣良美
- 録音：内山美樹
- 制作進行：髙山晃
- 字幕翻訳：大川真咲

## 製作
2019年9月、ジュダ・ルイス、ハナ・メイ・リー、ロビー・アメル、ベラ・ソーン、アンドリュー・バチェラー、エミリー・アリン・リンド、レスリー・ビブ、ケン・マリーノが、前作から続投し、 マックGがDan Lagana脚本による本作を監督することが発表された。ワンダーランド・サウンド・アンド・ビジョン、Boies/Schiller Film Groupと共同で映画の制作を行う。 2019年10月、ジェナ・オルテガが映画のキャストに加わった。
主要撮影は2019年10月14日に始まった。